# Krach na vídeňské burze

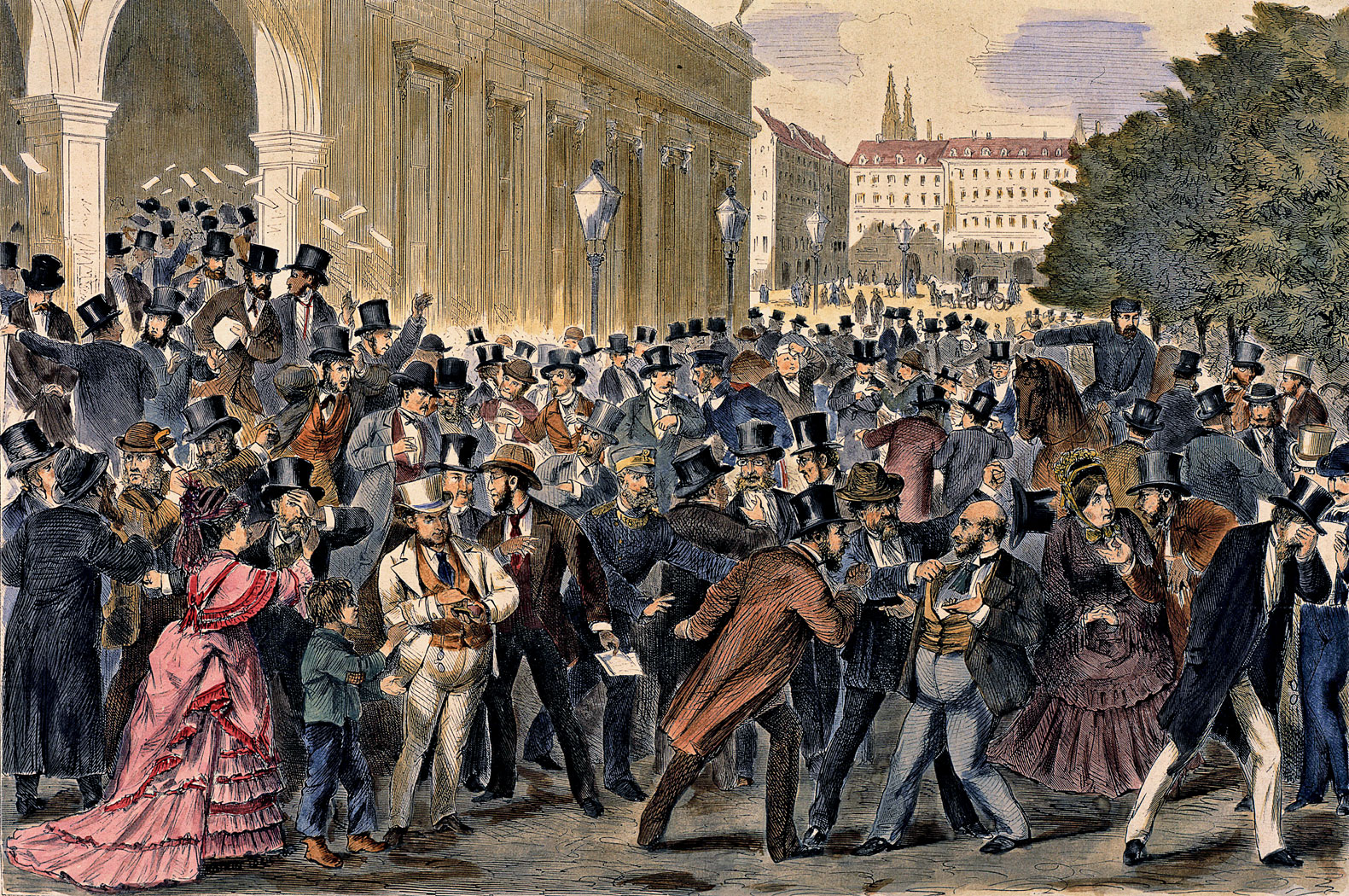
Černý pátek na vídeňské burze na dobovém vyobrazení.

Krach na vídeňské burze byl velký burzovní krach, ke kterému došlo 9. května 1873. Ke vzniku samotného krachu přispěl neúspěch velké hospodářské výstavy ve Vídni, kam místo očekávaných 20 milionů návštěvníků přijelo pouze 7 milionů návštěvníků, mimo jiné i z důvodu epidemie cholery. Příčiny krachu však byly mnohem hlubší.

## Příčiny
Poté, co Německo vyhrálo válku s Francií v roce 1871, vynutilo si v mírové smlouvě splácení vysokých válečných reparací v hodnotě 5 miliard franků. Tento přísun „levných“ peněz vedl k rozmachu tzv. gründerství. Za pouhé dva roky vzniklo v Německu 780 nových akciových společností (za celé období mezi lety 1790–1870 bylo založeno jen 300 akciových společností). V tomto období se Německo stalo druhou největší světovou ekonomikou po Velké Británii.
Podobný vývoj probíhal i v Rakousku-Uhersku, kde v letech 1867–1873 vyrostlo 682 akciových společností, mezi nimi 143 bankovních ústavů. Na berlínské i vídeňské burze se též běžně obchodovalo s akciemi amerických železničních společností.
V roce 1872 byly francouzské reparace splaceny a příliv peněz do přehřátého německého trhu byl vyčerpán. Zatímco na německé burze už docházelo k ochlazení a vybírání zisků, na vídeňské burze zatím gründerský boom pokračoval.

## Černý pátek
Pokračující optimismus rakouských investorů živily přípravy na velkolepou světovou výstavu. Ta však skončila neúspěchem kvůli nízké návštěvnosti, výstava měla nakonec deficit 15 milionů zlatých. Již v den jejího zahájení krachovaly první předlužené společnosti spjaté s výstavou. 8. května zkrachovalo 100 společností[zdroj?] a kurzové ztráty dosahovaly 300 milionů zlatých. Následujícího dne, v pátek 9. května 1873 došlo k pádu celého trhu.
Na berlínské burze se sice tento krach hned neprojevil, jelikož němečtí investoři považovali tuto událost za lokální. Brzy však dorazily zprávy o prasknutí investiční bubliny amerických železničních společností. A tak došlo 13. května k propadu i na berlínské burze.

## Důsledky
Krach na vídeňské burze spolu s americkou železniční krizí odstartovaly do té doby největší ekonomickou recesi světa. Postiženy byly hlavně průmyslové a železniční společnosti. Např. v českých zemích došlo k propadu výroby surového železa o 65 %, postiženo bylo též strojírenství. Krize odeznívá až kolem roku 1879.
Jedním ze známých fenoménů této krize byly i sebevraždy zkrachovalých burzovních makléřů a dalších investorů, kteří přišli o veškerý majetek.